# جون جونز (سياسي كندي)
جون جونز هو سياسي كندي، ولد في 1761، وتوفي في 1842. انتخب Member of the  Legislative Assembly of Lower Canada ‏ (1809 – 1810).